# جيمس والتر وول
جيمس والتر وول (بالإنجليزية: James Walter Wall)‏ هو محامي وسياسي أمريكي، ولد في 26 مايو 1820 في ترنتون في الولايات المتحدة، وتوفي في 9 يونيو 1872 في إليزابيث في الولايات المتحدة. حزبياً، نشط في الحزب الديمقراطي. وقد انتخب عمدة بورلينغتون, نيوجيرسي ‏ وانتخب عضو مجلس الشيوخ الأمريكي.